# Prinzregentenstadion

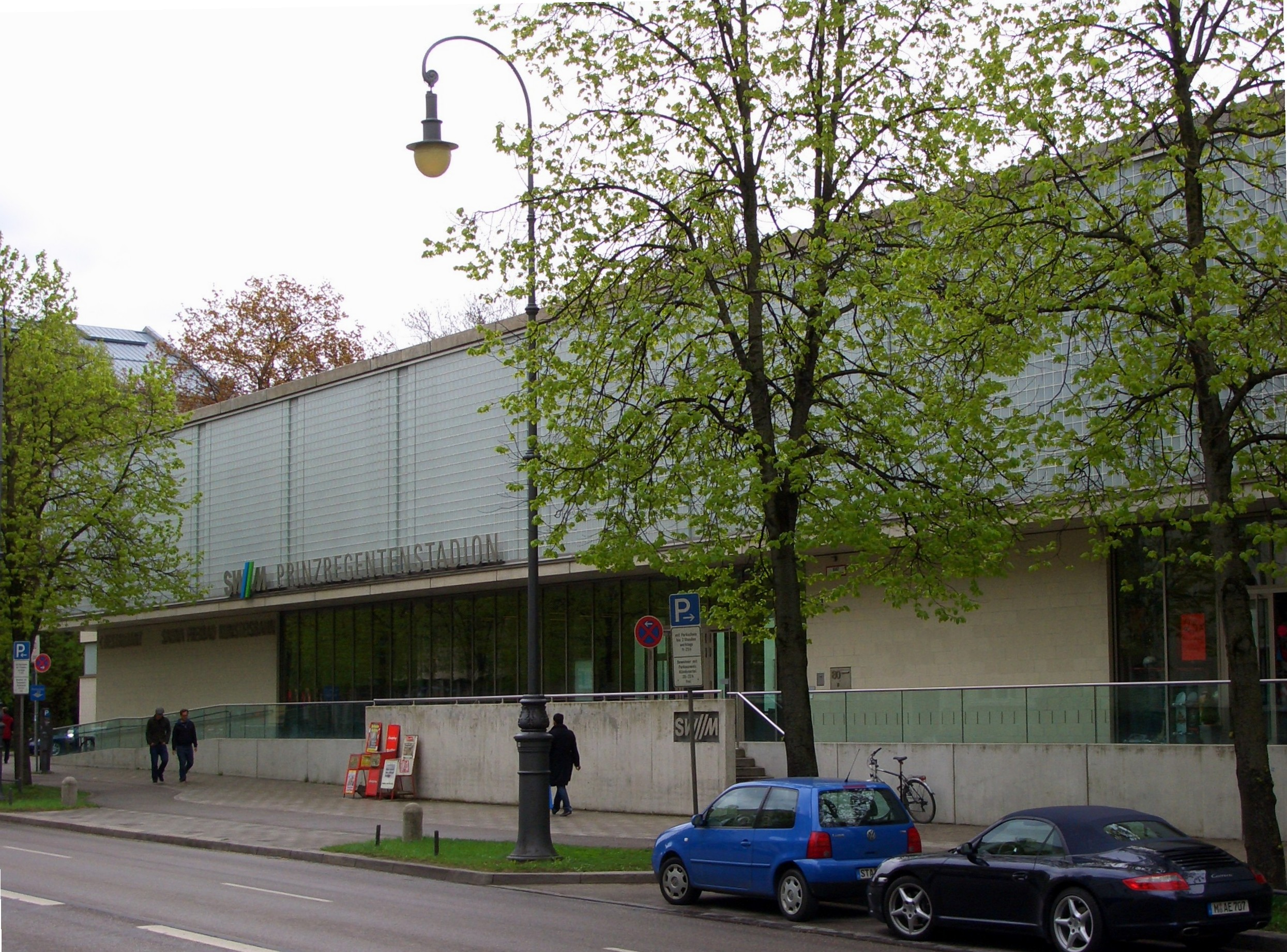
Hauptgebäude an der Prinzregentenstraße

Das Prinzregentenstadion liegt an der Prinzregentenstraße, einer der vier bedeutendsten Prachtstraßen Münchens, und wird von den Stadtwerken München betrieben. Ganzjährig beherbergt das „Prinze“ eine Saunalandschaft, sie ist die größte der Münchner Bäder. Im Sommer bietet das Prinzregentenstadion Abkühlung im Freibad mit Liegewiese, Sport- und Erlebnisbecken. Für Kinder gibt es Rutschen, einen Planschbereich und einen Spielplatz. Im Winter gibt es eine Eislauffläche.
Die Eislauffläche wurde von Friedrich Kranz (1888–1959) auf dessen eigenem Grundstück eingerichtet und am 16. Dezember 1933 eröffnet. An diesem Tag standen sich der Berliner SC und der SC Riessersee zur Wiederholung des Finales der Deutschen Eishockey-Meisterschaft 1933 gegenüber. Das Prinzregentenstadion war die erste Freiluft-Kunsteisbahn in Süddeutschland. 1936 kam das danebenliegende Freibad hinzu.
In den 1930er Jahren trainierten im Stadion unter anderem Sonja Henie sowie das Eiskunstlaufpaar Maxi Herber und Ernst Baier. Während des Zweiten Weltkriegs wurde die Anlage teilweise zerstört, aber in den Jahren 1946 bis 1948 wieder aufgebaut. Das Prinzregentenstadion befindet sich seit 1957 im Eigentum der Landeshauptstadt München und wird von den Stadtwerken München betrieben. Das Stadion fasste zu dieser Zeit – wenn zusätzliche Tribünen eingebaut waren – bis zu 9.000, zeitweise sogar bis zu 10.000 Zuschauer. Bis 2001 lag die von Gittern umgebene Eislauffläche, deren Größe von den damals gültigen internationalen Maßvorgaben abwich, in West-Ost-Richtung und hatte nur zwei Zugänge zum Spielfeld, so dass bei Eishockeyspielen sich das Eishockeyspielgericht und die Strafbänke zwischen den Spielerbänken befanden.
Im Münchner Stadtrat stand der Abriss und die Einstellung des Betriebs Ende der 1990er Jahre zur Diskussion. Erst nach heftigen Bürgerprotesten begannen im Jahre 2001 Renovierungsarbeiten und der Bau eines neuen Hauptgebäudes. Am 6. Dezember 2003 eröffnete der Münchner Oberbürgermeister Ude das Stadion neu. Die Gesamtkosten für die Umbauarbeiten beliefen sich auf über 18 Mio. Euro. Dabei wurde die Eislauffläche neu in Nord-Süd-Richtung, aufgrund der gültigen internationalen Maßvorgaben, gebaut.
Die Nutzung der Anlage ist öffentlich. Wochentags wird die Eisfläche von den umliegenden Schulen, abends vom MEKJ genutzt. Der „Münchner Eishockeyverein für Kinder und Jugendliche“ ist ein Verein zur Förderung des Münchner Eishockeynachwuchses. Die bis 2001 auch mögliche Nutzung für Eishockeyspiele im Erwachsenenbereich vom Bayerischen Eissportverband organisierten Spielbetrieb ist nach der Renovierung nicht mehr zugelassen.

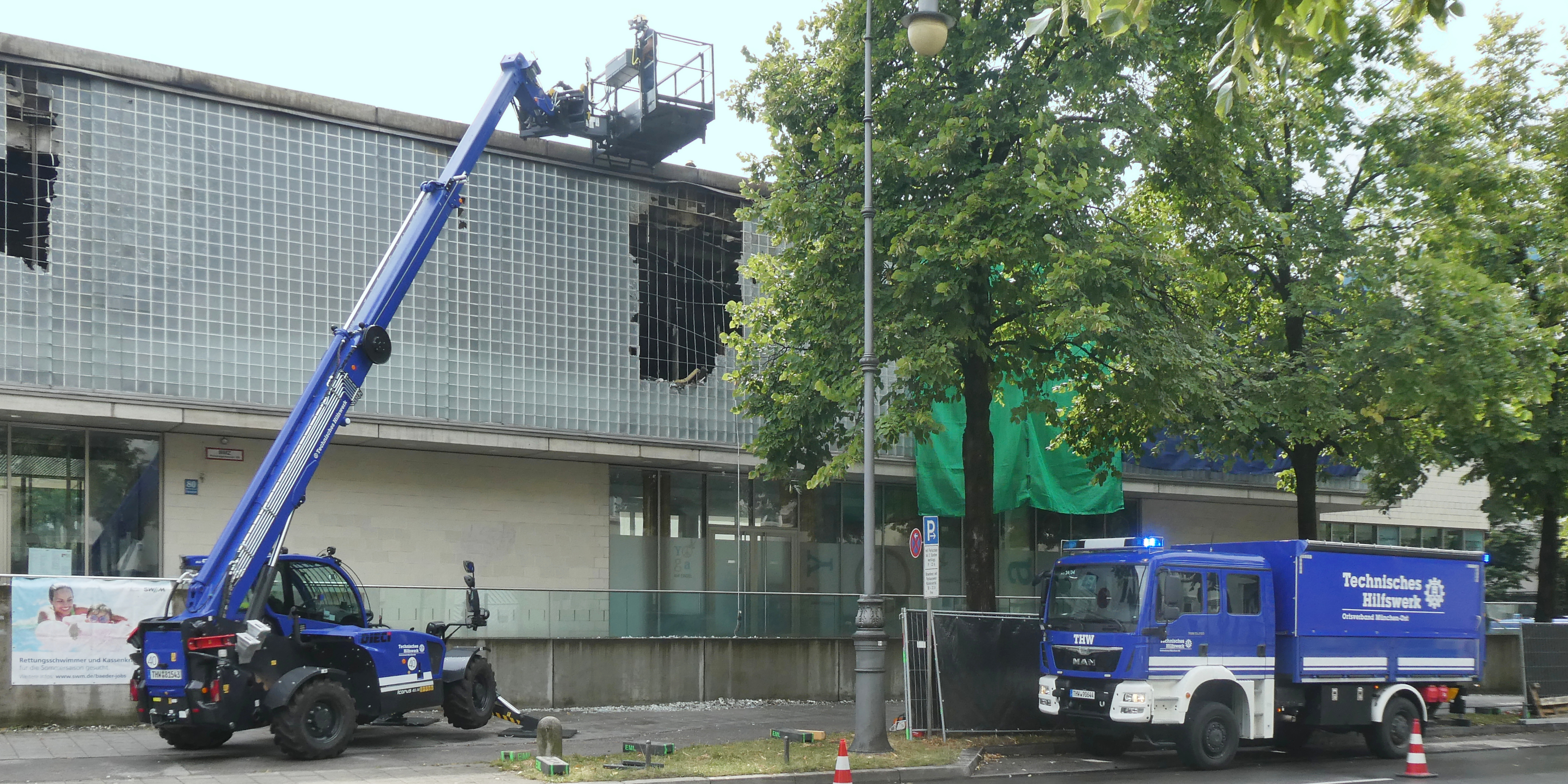
Prinzregentenstadion nach dem Brand 2022

Während der Sommermonate wurde früher – gesichert 1950 – das Stadion auch für die Durchführung von Boxveranstaltungen genutzt.
Am 20. August 2022 brach, ausgehend von der zur Energieeinsparung geschlossenen Saunalandschaft, ein Großbrand im Prinzregentenstadion aus, der einen Sachschaden in Millionenhöhe verursachte.